# Enrique V. Iglesias
Enrique Valentín Iglesias García (Arancedo, 29 luglio 1930) è un economista e politico spagnolo naturalizzato uruguaiano, membro del Partito Nazionale.

## Biografia
Enrique V. Iglesias è nato ad Arancedo il 29 luglio 1930 ed è figlio di Manuel Iglesias e Isabel García. Nel 1934 è emigrato in Uruguay con i suoi genitori. In seguito ha ottenuto la cittadinanza uruguaiana.
All'università ha sviluppato un interesse per l'economia e nel 1953 si è laureato in economia e amministrazione aziendale all'Università della Repubblica d'Uruguay. Dopo la laurea è stato assunto da una banca privata. In seguito è stato direttore per il management dell'Unione delle banche dell'Uruguay dal 1954 al 1966, direttore della Commissione degli investimenti e dello sviluppo economico dal 1960 al 1967, presidente della Banca centrale dell'Uruguay dal 1967 al 1968, segretario esecutivo della Commissione economica per l'America Latina e i Caraibi dal 1972 al 1985, segretario generale della Conferenza delle Nazioni Unite sulle fonti energetiche nuove e rinnovabili a Nairobi nel 1981, ministro degli affari esteri dell'Uruguay dal 1985 al 1988, presidente della Banca Interamericana di Sviluppo dal 1988 al 2005 e segretario generale della Segreteria generale iberoamericana dal 2005 al 2014.
Durante i primi due mandati di presidente della Banca Interamericana di Sviluppo ha concluso il settimo, nel 1989, e l'ottavo negoziato, nel 1994, per il reperimento generale delle risorse. Queste trattative hanno aumentato il capitale ordinario della Banca rispettivamente da 26,5 miliardi di dollari a 101 miliardi di dollari che hanno permesso all'agenzia di aiutare i suoi paesi membri beneficiari ad avviare un'era di riforme, apertura e integrazione, nonché di portare avanti un programma di modernizzazione dell'istituzione stessa. Durante questo periodo ha iniziato a operare anche la Corporazione inter-americana di investimento, una sussidiaria della Banca Interamericana di Sviluppo. Nel 1994 si è vista l'inclusione sistematica delle questioni indigene nelle politiche della Banca e ha collaborato attivamente alla creazione del Fondo Indigeno avvenuto a Santa Cruz de la Sierra, in Bolivia, nel 1995.
Il 1º giugno 2005 ha annunciato le sue dimissioni dalla presidenza della Banca Interamericana di Sviluppo con effetto dal 30 settembre 2005. Nel corso dell'anno è diventato segretario generale della Segreteria generale iberoamericana, un'organizzazione nata per facilitare la cooperazione tra America Latina, Spagna e Portogallo.
Iglesias è un forte promotore del libero commercio e del multilateralismo, ha avuto un ruolo decisivo nella concessioni di prestiti per la creazione di progetti di sviluppo e ha uno speciale interesse per le energie rinnovabili. È membro onorario del Club di Roma, organizzazione che promuove un governo mondiale. È anche membro del comitato onorario della Fondazione Chirac, sin da quando essa è stata lanciata nel 2008 dall'ex presidente francese Jacques Chirac al fine di promuovere la pace nel mondo. Fa parte della Global Leadership Foundation, un'organizzazione che lavora per sostenere la leadership democratica, prevenire e risolvere i conflitti attraverso la mediazione e promuovere il buon governo sotto forma di istituzioni democratiche, mercati aperti, diritti umani e Stato di diritto. Lo fa mettendo a disposizione, con discrezione e fiducia, l'esperienza degli ex leader nazionali di oggi. È un'organizzazione senza scopo di lucro composta da ex capi di governo, alti funzionari governativi e organizzazioni internazionali che lavorano a stretto contatto con i Capi di governo su questioni relative alla governance. È membro del think tank di Washington Inter-American Dialogue.
Ha ricevuto: un dottorato honoris causa in giurisprudenza dall'Università Carleton di Ottawa nel 1994 e dottorati honoris causa dall'Università autonoma di Guadalajara nel 1994, dall'Università Cándido Méndes di Rio de Janeiro nel 1994, dall'Università della Louisiana sudorientale di Hammond nel 2000, dall'Università di Oviedo nel 2002, dall'Università Europea di Madrid nel 2008, dall'Università Andrés Bello di Santiago del Cile nel 2008, dall'Università autonoma del Chiapas di Tuxtla Gutiérrez nel 2009, dall'Università Sant'Ignazio di Loyola di Lima nel 2010 e dall'Università di Alcalá nel 2012.

## Opere
- Reflexiones sobre el desarrollo económico.
- Cambio y crecimiento en América Latina.
- América Latina en el umbral de los años ochenta.
- El desafío energético.
- Desarrollo y Equidad: El desafío de los Años Ochenta.
- La CEPAL y las relaciones económicas de América Latina.
- Las perspectivas del desarrollo económico en América Latina.
- Uruguay, una propuesta de cambio.